# مركز أبحاث الفضاء التابع لأكاديمية العلوم البولندية

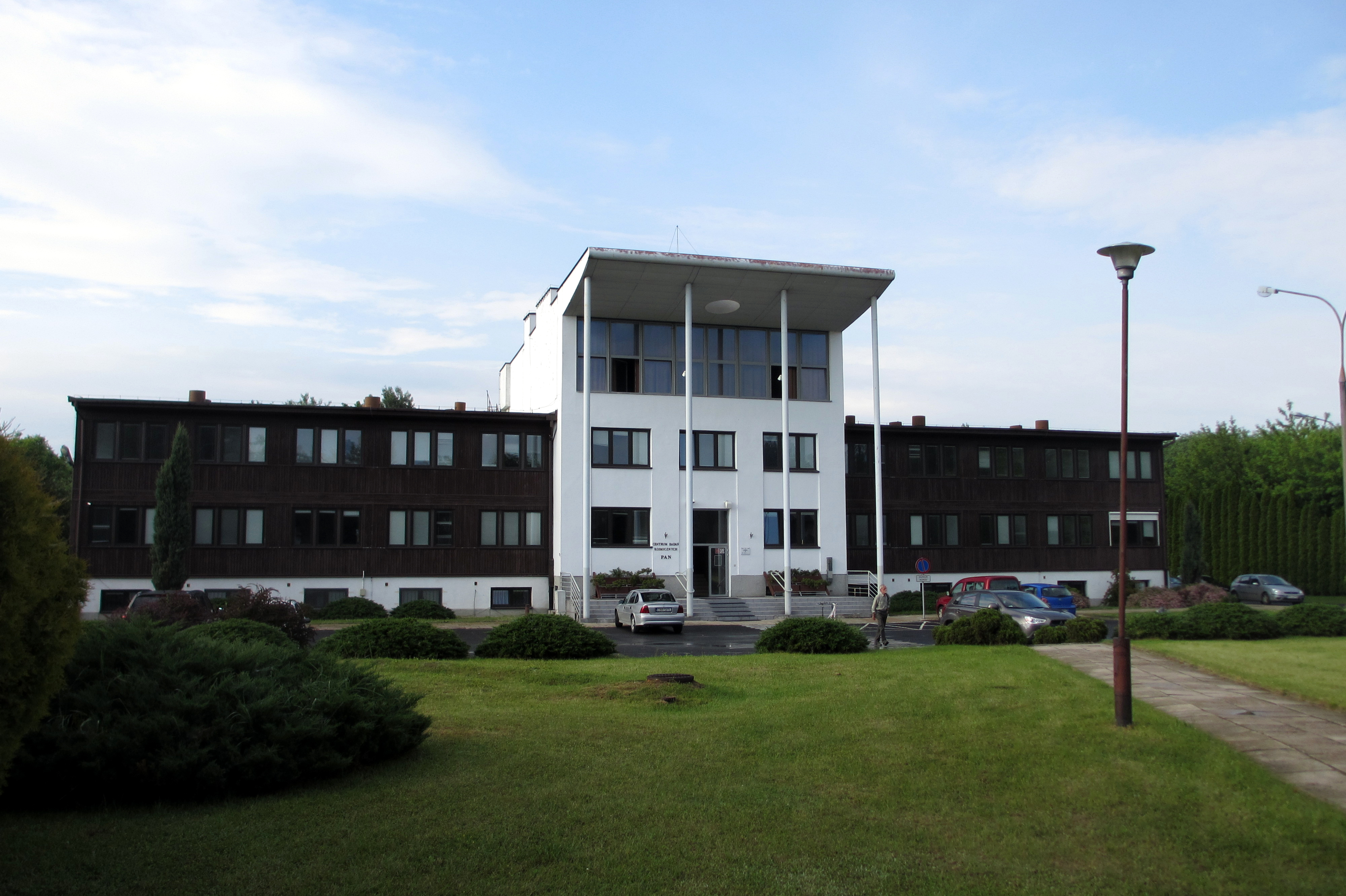

مركز أبحاث الفضاء (بولندية: Centrum Badań Kosmicznych) هي مركز أبحاث متعدد المجالات في بولندا. وهي معهد علمي تابع لأكاديمية العلوم البولندية. أسست عام 1976.

## قطاعات
- قسم الزراعة الجيوديسية.
- قسم التحكم عن بعد.
- قسم الفيزياء الفضائية.

## وصلات خارجية
- Space Research Centre